# Kamil Stoch
Kamil Stoch (n. 25 mai 1987, Zakopane, Nowy Sącz Voivodeship⁠(d), Polonia) este un săritor cu schiurile ce a reprezentat Polonia, medaliat olimpic. A participat la 4 ediții ale Jocurilor Olimpice (2006, 2010, 2014, 2018) în care a câștigat două medalii de aur.